# نافين أندروز
نافين أندروز (بالإنجليزية: Naveen Andrews)‏ ممثل بريطاني من مواليد 17 يناير، 1969، في لندن، إنجلترا من أصول هندية. هو الأكبر بين أخوته، و (Naveen) تعني الجديد باللغة الهندية.من أشهر أدواره كيب في فيلم المريض الإنكليزي وسعيد جراح في المسلسل التلفزيوني الأمريكي لوست.

## في وقت مبكر من الحياة
ولد اندروز في لامبث، لندن، ابن نيرمالاوهي طبيبة نفسية، وستانلي أندروز، وهو رجل أعمال، سواء مالايالي سانت توماس المسيحيين المهاجرين من ولاية كيرالا، الهند. وقد نشأ في اندسوورث، جنوب لندن، وكان ما وصفه بأنه «شديدة القمع» للتربية. كان أندروز تربى لدى الطائفة الميثودية. في السادسة عشرة من العمر، بينما في مدرسة Emanuel، وقع في حب معلمة الرياضيات له، جيرالدين فيكنز، وبعد سبع سنوات كان لديهم ابن، جايسال، ولد في عام 1992

## حياته المهنية

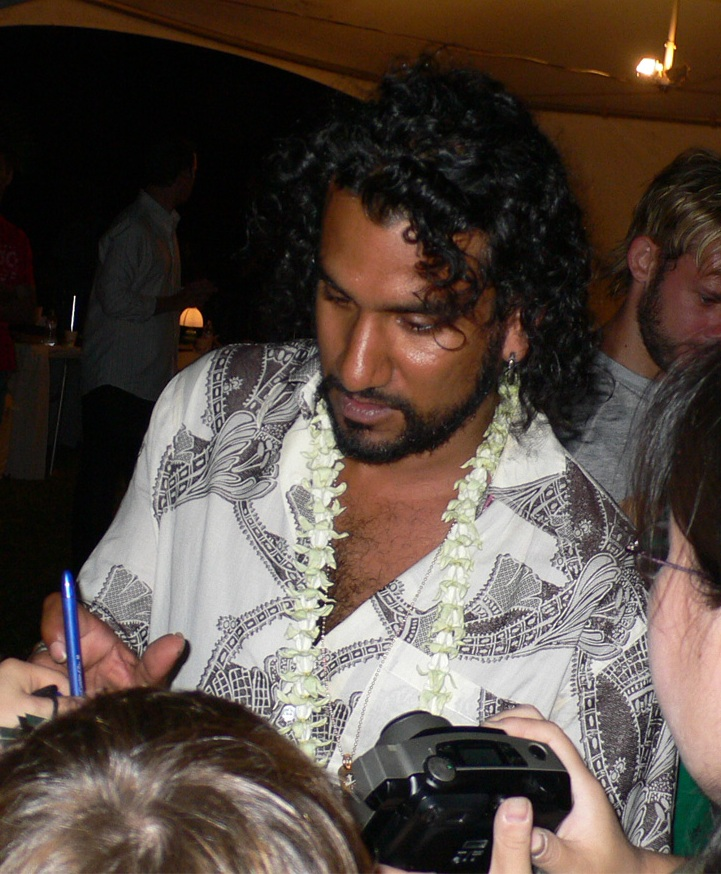
نافين أندروز

كانت له ميول للتمثيل منذ سن مبكره. وذكر والده أنه في سن الخامسة قال بأنه سيصبح ممثل. وفي سن 16 سنة، التحق نافين بنقابة مدرسة لندن للموسيقى والدراما مع إيون ماجريجور وديفيس ثوليس. وكان أول دور تمثيلي لنافين في عام 1991 في فيلم لندن تقتلني للكاتب هانيف كوريشي. وفي عام 1993 رشح نافين لجوائز إفنينج ستاندرد دراما كفنان جديد صاعد في فلم وايلد وستو ذا بودا أوف سابربيا كما رشح كأفضل ممثل في مهرجان الفلم في مدينة سان ريمو.
هذا الممثل الموهوب والناجح اكتسب قاعدة جماهرية كبيرة، ورشح لدور سعيد جراح في المسلسل التلفزيوني لوست.
وقد رشح لجائزة إيمي وجولدن جلوب لدوره في المسلسل التلفزيوني لوست. وقد أثنى عليه الكثير من النقاد.
حصل هو وزملائه على جائزة نقابة ممثلي الشاشة 2005 لأفضل مجموعة في مسلسل درامي عن دورهم في مسلسل لوست.

## حياته الخاصة
كان أندروز في علاقة مع الممثلة باربرا هيرشي، كانوا يعيشون معا في لوس انجلس. وانفصل الزوجان لفترة وجيزة في عام 2005، وخلال ذلك الوقت، كان ابن آخر لـ أندروز، نافين جوشوا، مع الممثلة التشيكية ايلينا أوستاش. وقال انه وهيرشي التوفيق في وقت لاحق. ومع ذلك، وقال انه وهيرشي أعلنت في مايو عام 2010 انهم انفصلا في وقت سابق ستة أشهر. وقد شارك في نزاع على حضانة الجارية مع أوستاش على ابنهما؛ في 7 يناير 2009 تمت منح أندروز الحضانة القانونية والمادية الوحيد مؤقت للطفل.
وقد تحدث أندروز عن الإدمان الذي حصل له لمدة عامين وإدمانه على الهيروين في منتصف '90s.
كذلك كان يلعب على الإيتار ويغني أندروز. وحصل على الجنسية الأميركية في 27 مايو 2010.

## الأعمال
- London Kills Me]] 1991]] - بدور بايك
- Wild West]] 1992]] - بدور زاف
- Double Vision]] 1992]] - بدور جيمي
- The Buddha of Suburbia]] 1993]] - بدور كريم عامر
- The Peacock Spring]] 1996]] - بدور رافي بهاتاشاريا
- 1996 كاما سوترا: قصة حب  - بدور راج سينغ
- My Own Country]] 1998]] - بدور إبراهيم
- Bombay Boys]] 1998]] - بدور كريشنا
- Mighty Joe Young]] 1998]] - بدور بايندي
- Drowning on Dry Land]] 1999]] - بدور دارشين
- A Question of Faith]] 2000]] - بدور ويليام
- The Chippendales Murder]] 2000]] - بدور ستيفن
- 2001 The Beast - بدور تامر الحلقة الأولى، 2001
- Rollerball]] 2002]] - بدور سانجي
- 2003 مستقبل مستمر - بدور مايلز غوبتا
- Easy]] 2003]] - بدور جون
- 2005 كبرياء وتحامل (فيلم 2005) - بدور بالراج
- 2006 الوصايا العشر - بدور مينرذ
- Provoked: A True Story]] 2006]] بدور ديباك أهلواليا
- Grindhouse]] 2007]] بدور آبي في جزء كوكب الرعب
- The Brave One]] 2007]] بدور ديفيد
- Animals]] 2008]] بدور كيف
- القانون والنظام: الوحدة الخاصة للضحايا - بدور المحقق آش رمزي
- لوست (مسلسل أمريكي) بدور سعيد جراح إلى الحلقة 114, 2004 - 2010
- Rise of an Exile - بدور أتيكوس بنديكت 2012
- السندباد البحري - بدور اللورد أكبري 2012
- Creature of the Black Lagoon بدور الطبيب ديفيد راية 2012
- Diana بدور حسنات خان 2013

## وصلات خارجية
- نافين أندروز على موقع IMDb (الإنجليزية)
- نافين أندروز على موقع روتن توميتوز (الإنجليزية)
- نافين أندروز على موقع ألو سيني (الفرنسية)
- نافين أندروز على موقع تيرنر كلاسيك موفيز (الإنجليزية)
- نافين أندروز على موقع أول موفي (الإنجليزية)
- نافين أندروز على موقع قاعدة بيانات الأفلام السويدية (السويدية)
- نافين أندروز على موقع إن إن دي بي (الإنجليزية)
- نافين أندروز على موقع قاعدة بيانات الفيلم (الإنجليزية)
- نافين أندروز على موقع كينوبويسك (الروسية)